# Villa rustica 2 (Vachendorf)
Die Villa rustica 2 auf der Gemarkung von Vachendorf, einer Gemeinde im oberbayerischen Landkreis Traunstein, wurde durch zahlreiche Lesefunde in den 1990er Jahren entdeckt. Die Villa rustica der römischen Kaiserzeit liegt circa 350 Meter nordöstlich der Kirche Mariä Himmelfahrt  von Vachendorf. Sie ist ein geschütztes Bodendenkmal mit der Nummer D-1-8141-0122.
Es wurden Fibeln, Münzen, Terra Sigillata, Fingerringe und eine spätantike Kleinbronze gefunden. 
Bei einer im Jahr 2001 durchgeführten Sondierung kamen Mauerreste und weitere Siedlungsfunde zutage.